# Zbynko Berka von Duba und Leipa

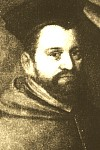
Berka z Dube

Zbynko Berka von Duba und Leipa (tschechisch Zbyněk Berka z Dubé a Lipé; * 1551 Dřevěnice bei Jičín, Königgrätzer Kreis; † 6. März 1606) war Erzbischof von Prag und Kardinal.

## Herkunft und Werdegang
Zbynko entstammte einer böhmisch-mährischen Adelsfamilie, deren Mitglieder der katholischen Konfession angehörten und verschiedene königliche Ämter bekleideten. Seine Eltern waren Zdeněk Berka von Dubá auf Dřevěnice, Oberstlandrichter von Böhmen, und Katharina, geb. von Haugwitz und Biskupitz. Zbynko besuchte Jesuitenschulen in Prag und Olmütz und erwarb das theologische Lizentiat an der Universität Krakau. 1574 empfing er durch den Prager Erzbischof Anton Brus von Müglitz die Priesterweihe und wurde im selben Jahr Propst des Königlichen Kollegiatskapiatels auf dem Vyšehrad. In den nächsten Jahren erhielt er Kanonikate in Salzburg, Prag und Altbunzlau sowie die Propsteien in Olmütz, Altötting, Regensburg und Leitmeritz. Papst Gregor XIII. ernannte ihn 1578 zum Geheimkämmerer und später zum Apostolischen Protonotar. 1582 wurde er Administrator des unmündigen Regensburger Bischofs Philipp Wilhelm von Bayern.

### Erzbischof von Prag

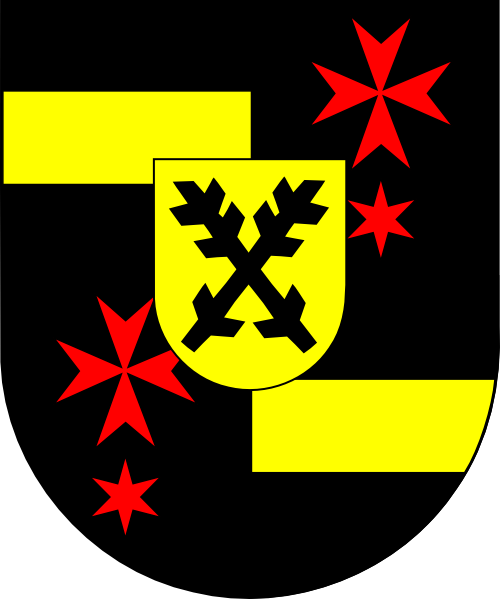
Wappen Zbynko Berka von Duba und Leipa, Erzbischof von Prag

Nach dem Tod des Prager Erzbischofs Martin Medek von Müglitz 1590 bewarben sich mehrere Kandidaten um die Nachfolge. Darunter so prominente wie Christoph Popel von Lobkowitz, Präsident des Appellationsgerichts, der keine priesterliche Weihen besaß, und der Strahover Abt Jan Lohelius. Am 14. Dezember 1592 nominierte Kaiser  Rudolf II. Zbynko Berka von Duba und Leipa, und auch die päpstliche Zustimmung verzögerte sich bis zum 21. Juni 1593, weil Zbynko seine einträglichen Pfründen behalten wollte. Außerdem sollte er sich verpflichten, wichtige Entscheidungen nur in Abstimmung mit dem Apostolischen Nuntius und dem Jesuitenprovinzial zu treffen und zudem vor dem Nuntius Cesare Specciano wegen seiner angeblichen Zugehörigkeit zum Utraquismus in seiner Jugendzeit, Widerruf leisten. Trotz der Spannungen zum Nuntius, die weiter anhielten, erteilte ihm dieser am 10. Oktober 1593 die Bischofsweihe. Als Prager Erzbischof wurde er auch Hochmeister der Kreuzherren mit dem Roten Stern.
Über seine Brüder, die oberste Ämter bekleideten, besaß Zbynko beste Verbindungen zur böhmischen und mährischen Landesregierung. Außerdem war Oberstkanzler Zdeněk Adalbert Popel von Lobkowitz sein Onkel. Zudem stand er auch mit dem einflussreichen, gegenreformatorisch gesinnten Olmützer Bischof Franz Xaver von Dietrichstein in gutem Einvernehmen und suchte auch den Rat des Wiener Erzbischofs Melchior Klesl.
Während seiner Amtszeit förderte er die Rekatholisierung und beabsichtigte, die erzbischöfliche Gewalt durch Unterordnung der Utraquisten, die Besetzung von Priesterstellen in den Königlichen Städten, die Aufsicht über Schulen und Universitäten und auch mittels Bücherzensur zu stärken. Da die Landesregierung bis 1599 von Nichtkatholiken angeführt wurde, konnte er sich mit diesen Plänen nicht durchsetzen. Es gelang ihm jedoch, die Altutraquisten seiner Jurisdiktion zu unterstellen, und 1596 übergab er das Prager utraquistische Emmauskloster einem katholischen Benediktiner, den er zum Abt ernannte. Um 1600 besetzte er die Pfarreien der königlichen Grundherrschaften, über die er 1602 vom Kaiser die volle Geistliche Gewalt übertragen bekam, mit katholischen Priestern. Als Jaroslav Bořita von Martinitz auf seinen Grundherrschaften eine rigorose Rekatholisierung durchführte, erhielt Zbynko vom Kaiser den Auftrag, auch auf den königlichen Besitzungen ähnlich vorzugehen. Bereits 1599 übertrug ihm der Kaiser die Bücherzensur. 1605 berief er eine Diözesansynode ein, auf der die Trienter Dekrete bekannt gemacht und deren Durchführung beraten wurde. Außerdem wurden Beschlüsse zur theologischen Bildung des Klerus gefasst und die Bücherzensur von 1599 verschärft. Bedeutende Helfer seiner Maßnahmen waren sein Offizial und Generalvikar Georg Barthold Pontanus von Breitenberg und der Strahover Abt Jan Lohelius, der zugleich Generalvisitator der Prämonstratenser war. Bei seinem Bemühen um die katholische Erneuerung setzte Zbynko bei der Klosterreform auch gegen den Willen des Nuntius und der Mönche Äbte seiner Wahl ein. Wegen ihrer Verdienste um die Rekatholisierung förderte er die Jesuiten und übergab ihnen zu diesem Zweck 1597 auch die Gebäude und Besitzungen des aufgelösten Augustiner-Chorherrenstifts in Glatz. 1603 wurde er zum Reichsfürsten erhoben. Kurz vor seinem Tod am 6. März 1606 ernannte ihn Papst Paul V. zum Kardinal. Am 10. Oktober 1606 wurde Karl von Lamberg sein Nachfolger als Erzbischof in Prag.